# ルストガルテン

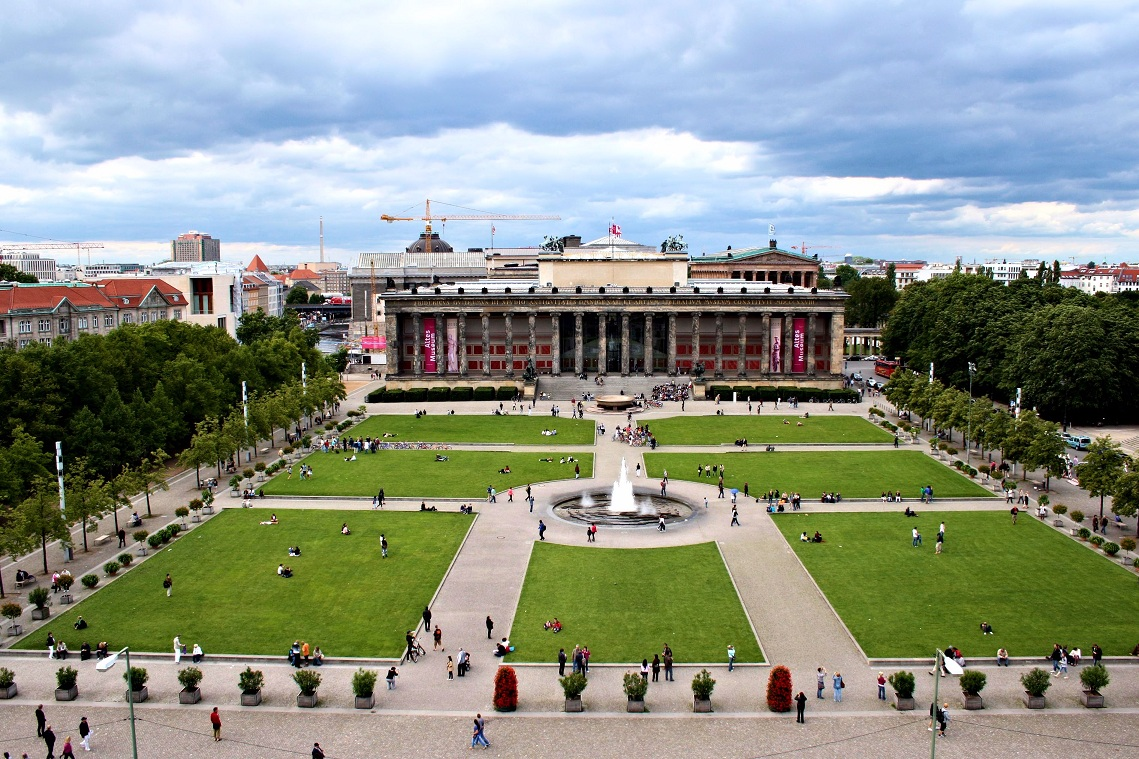
ルストガルテン（正面は旧博物館）

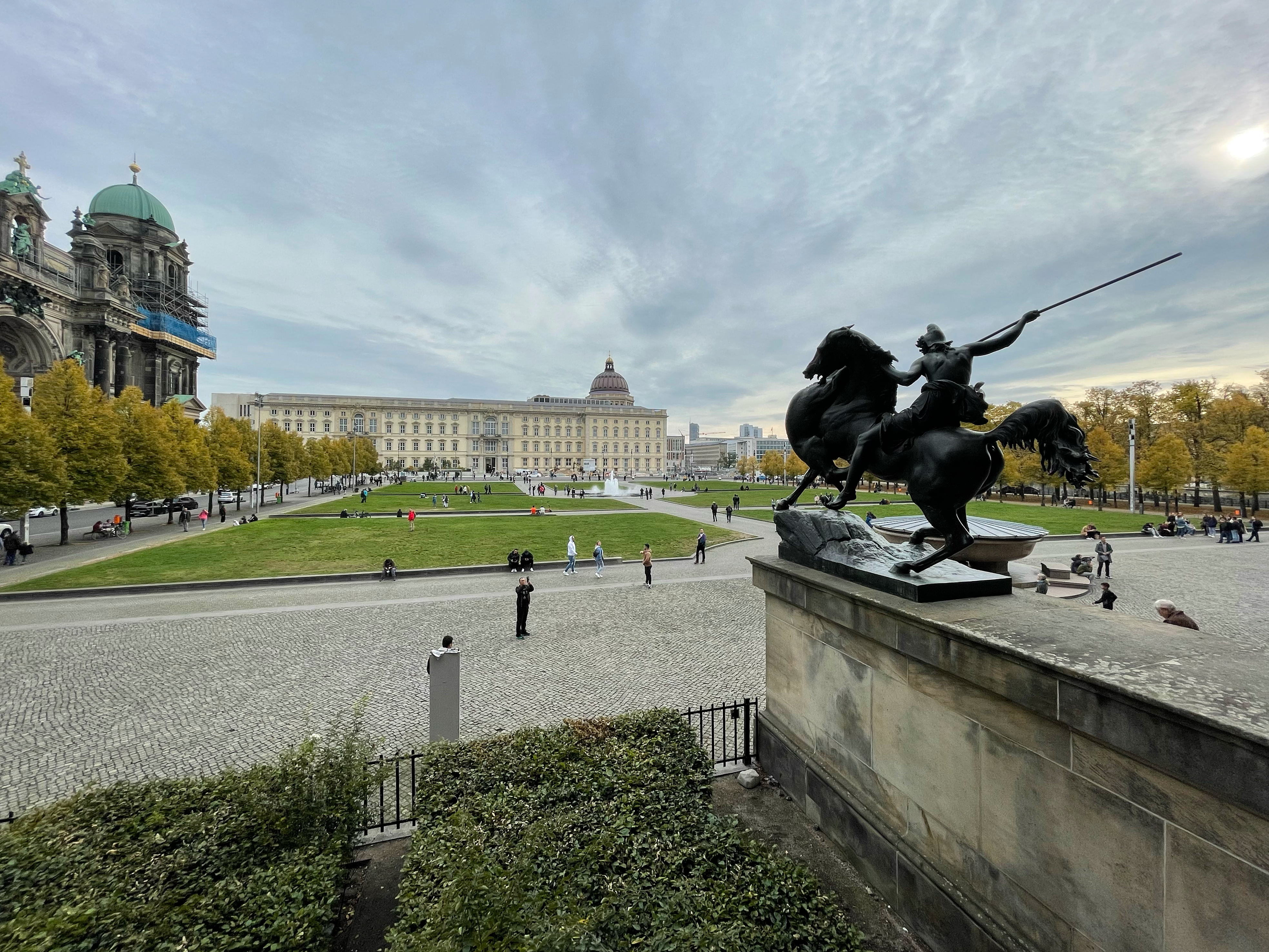
ベルリン大聖堂（左）、フンボルトフォーラム（中）

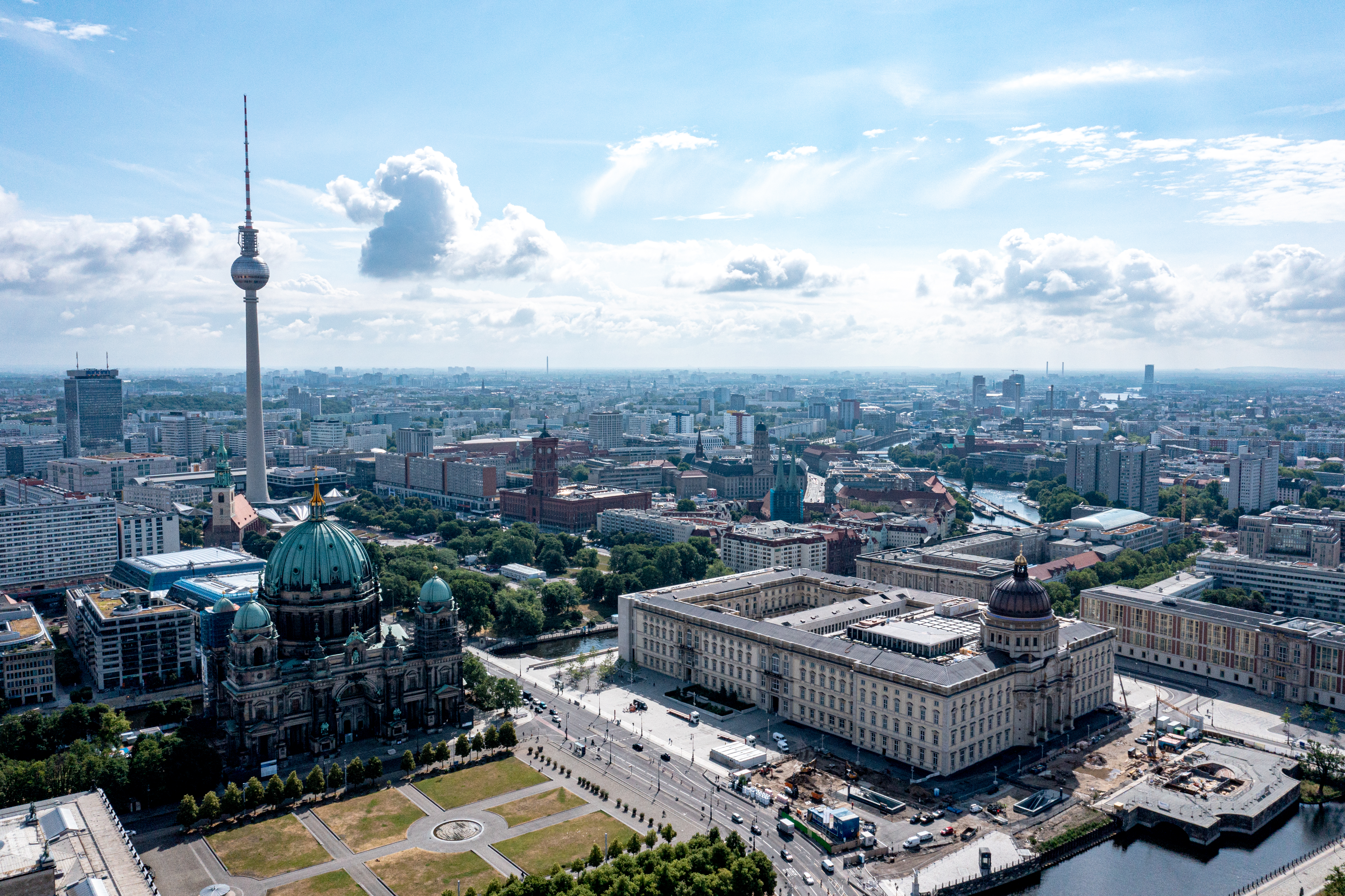
上空から

ルストガルテン（Lustgarten）は、ドイツの首都ベルリンの中心部、博物館島（ムゼウムスインゼル）にある公園。周囲にはベルリン美術館の一部である旧博物館（アルテス・ムゼウム）やベルリン大聖堂が建つ。南側には再建されたベルリン王宮（フンボルトフォーラム）があるが、かつてはルストガルテンは王宮の庭園であり、その後は閲兵場・大集会場・公園などに使われてきた。
「Lustgarten」は「遊歩庭園」（散策庭園）の意味で、ドイツ各地にルストガルテンと名のつく庭園が残っている。

## 歴史
ルストガルテンのあるシュプレー川の中州は、かつてフィッシャー島（Fischerinsel、漁師の島）と呼ばれており、その南側にはベルリンと対を成す双子の都市ケルン（Cölln、後にベルリンに吸収された）があり、中央部には後にベルリン王宮となるブランデンブルク辺境伯のベルリン市城が建っていた。その北側（中央部の一部も含め博物館島と呼ばれる地区）は湿地帯とみられ、フリードリヒ2世鉄歯侯が新しいベルリン城を築いた15世紀中頃の記録にはこの場所に何があったかについては言及されていない。
1573年、ヨハン・ゲオルクが王宮を拡張した際にこの地は王の菜園となった。台所で使う野菜のほかハーブなどの薬草や果樹が植えられたが、17世紀前半の三十年戦争によりドイツもベルリンも荒廃した。

### ルストガルテンの誕生

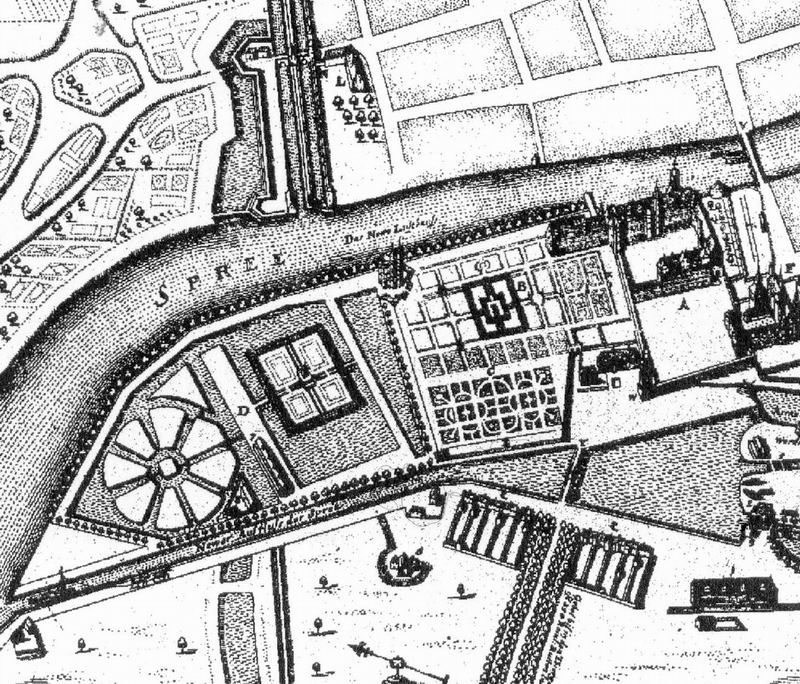
1652年のメムハールトによるベルリン都市図からルストガルテン部分、王宮（右端）とベルリン市（上）が見える

戦後、フリードリヒ・ヴィルヘルム大選帝侯は市街の復興と再開発に乗り出す。このとき、フリードリヒ・ヴィルヘルムのオランダ出身の妻ルイーゼ・ヘンリエッテ（オラニエ公フレデリック・ヘンドリックの娘）は王宮の菜園をオランダ風の庭園へと改造した。1646年、彼女は軍事技術者ヨハン・マウリッツ（Johann Mauritz）と庭園設計家ミヒャエル・ハンフ（Michael Hanff）とともに、菜園跡に幾何学的に配置された小径や噴水を設け、「ルストガルテン」（散策庭園）と名づけた。
1652年にはオランダ人建築家ヨハン・グレゴール・メムハールト（Johann Gregor Memhardt）がベルリン改造案を提案したが、ここではルストガルテンは中州の一番北にまで続くよう計画されており、彫刻庭園、水辺の庭園、菜園などからなる三つに分かれていた。これは部分的にしか実現しなかったが、現在のベルリン大聖堂や博物館島に至る広い範囲に庭園が広がった。メムハールトの手になる庭遊びの館（ルストハウス）などが建てられ、菜園では当時珍しかった新大陸の果物、ジャガイモやトマトが導入された。1656年から1658年にかけてベルリンを取り囲むように稜堡式城郭と堀が建設されたためルストガルテンは削られた。また同じ時期、1657年にプロイセンの博物学者・医学者ヨハン・シギスムント・エルスホルツ（Johann Sigismund Elsholtz）がルストガルテンの責任者となり、ここを一流の植物園にしていった。自由に出入りできるルストガルテンは、市場や教会前の広場しか集うところのなかったベルリン市民に人気の集まりの場となった。

### 練兵場
1713年、プロイセン王国国王に即位したフリードリヒ・ヴィルヘルム1世は、プロイセンを軍事国家へと転換した。彼は祖母が作った公園を掘り返し、ルストガルテンを軍隊の訓練と閲兵式のための砂地に変えてしまった。この時期、ブランデンブルク門の前のパリ広場やその南のライプツィヒ広場も練兵場に姿を変えている。1790年、フリードリヒ・ヴィルヘルム2世はルストガルテンを公園に戻したが、1806年、ナポレオン・ボナパルトによるベルリン占領でルストガルテンはフランス軍部隊の練兵場と化した。

### シンケルとレンネの公園計画

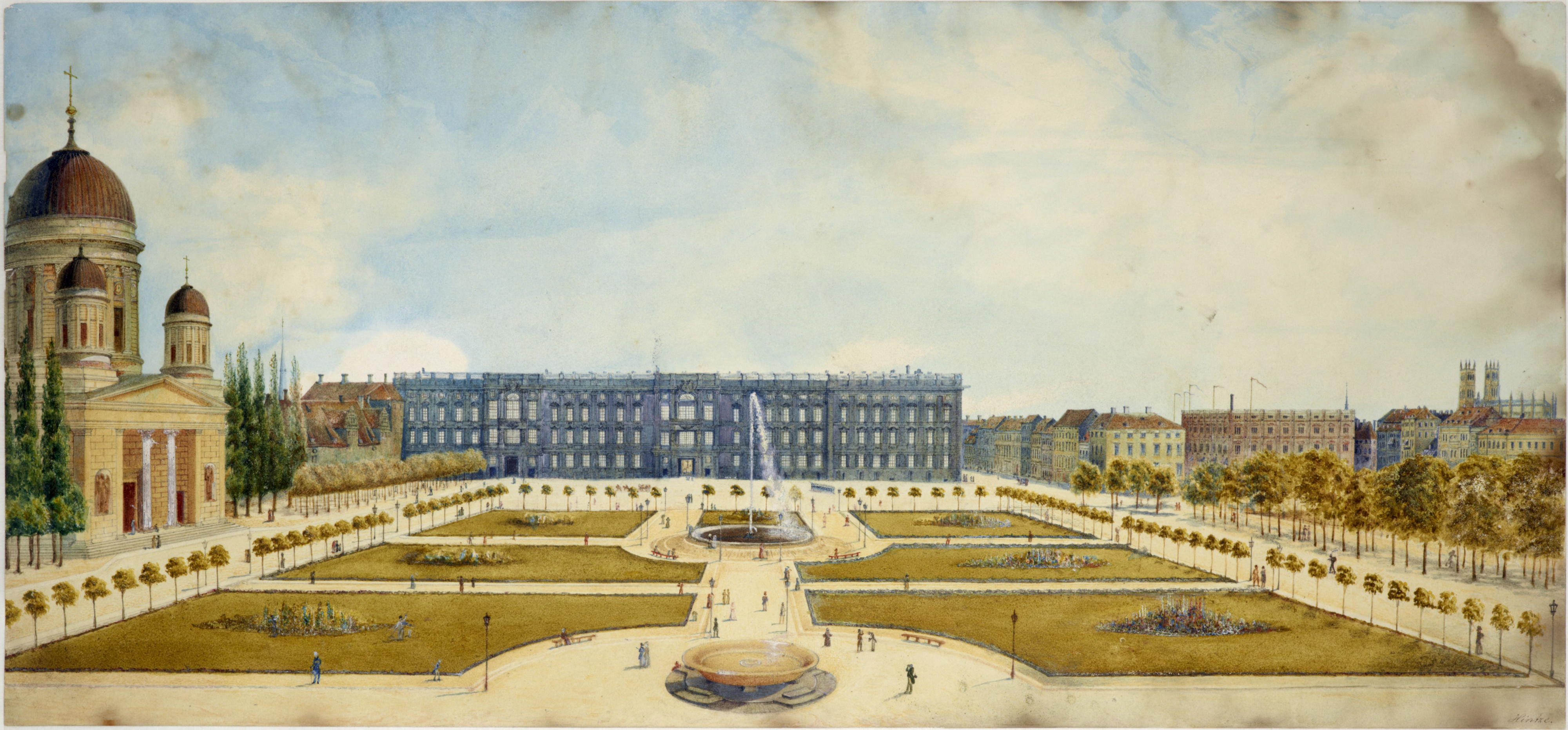
1840年頃のルストガルテンと王宮を描いたヨハン・ハインリヒ・ヒンツェの絵画

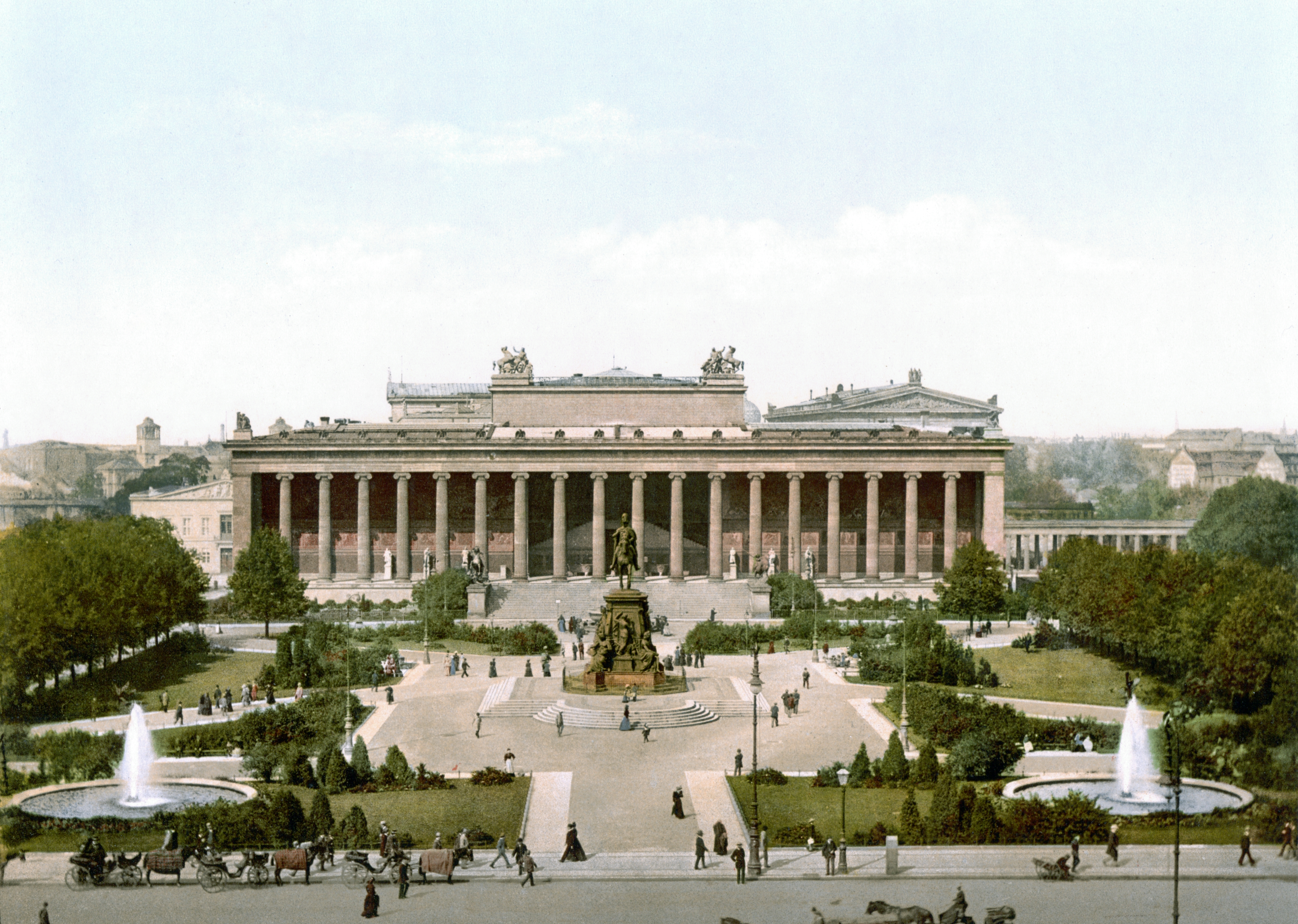
1900年頃のルストガルテンと旧博物館

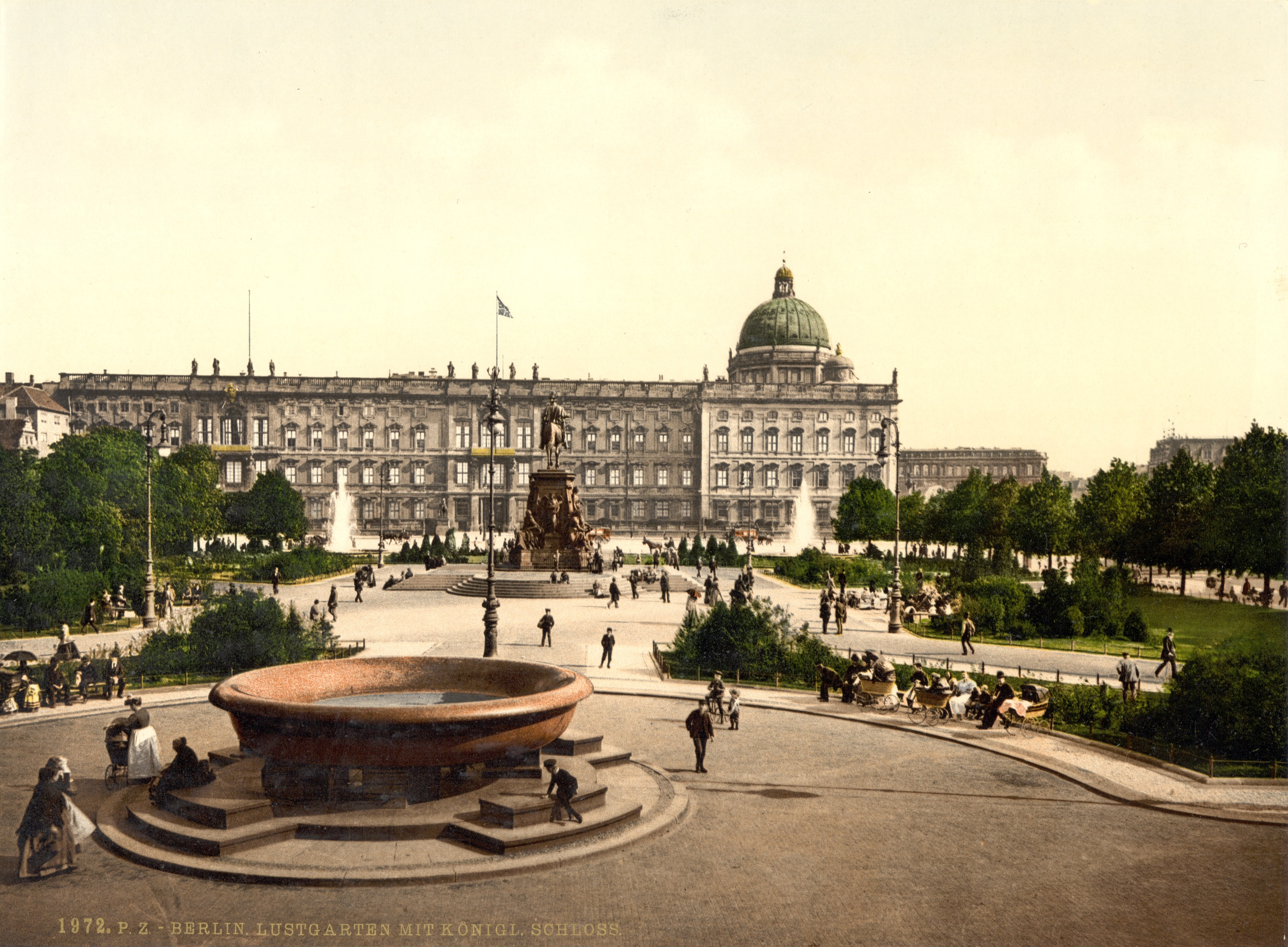
1900年頃のルストガルテンと王宮

19世紀前半、領土や富が拡大を続けるプロイセン王国は、首都ベルリンの大改造を行った。1824年から1828年にかけて、ルストガルテンの北西端に当時のプロイセンを代表する建築家カール・フリードリヒ・シンケルの設計で巨大な新古典主義建築である旧博物館（アルテス・ムゼウム）が建てられた。中州の北半分を博物館島へと改造する構想を作ったシンケルはルストガルテンの改造も考え、その案に基づき1826年から1829年にかけて庭園設計家のペーター・ヨーゼフ・レンネによってルストガルテンが改造された。レンネは長方形の芝生の庭を六つに区切る放射線状の道を作り、その中央に蒸気機関で動く高さ13mの噴水を設置した。また芝生の両側にクリの木の列を植えた。
1894年から1905年にかけて、ルストガルテンの北側にあった小さなプロテスタントの教会がベルリン大聖堂に建て替えられた。また1871年には大噴水に代わりフリードリヒ・ヴィルヘルム3世の騎馬像が建てられた。

### 首都の集会場

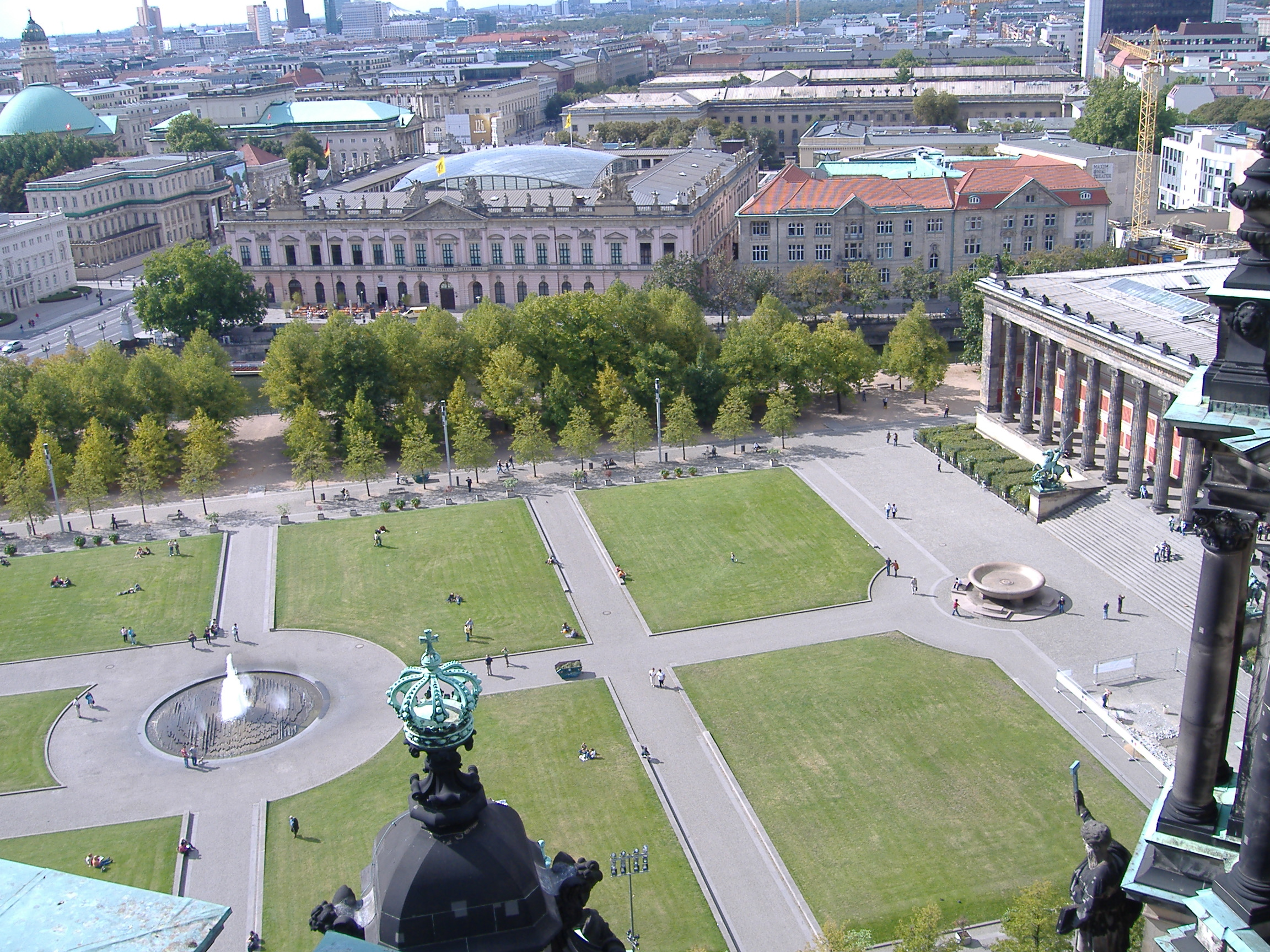
現在のルストガルテン（大聖堂の上から）

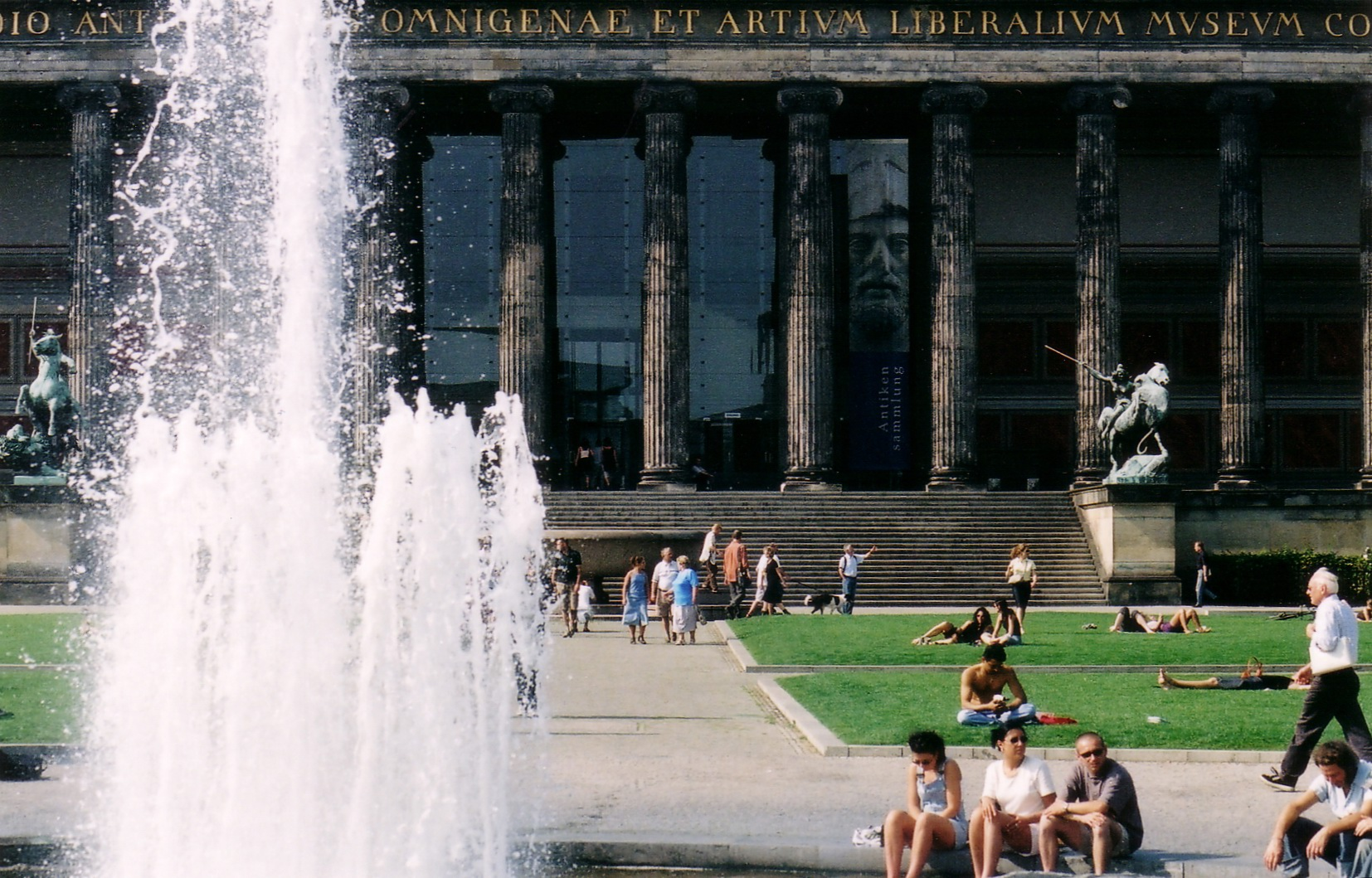
ルストガルテンでくつろぐ人々

ヴァイマル共和政の時期、ルストガルテンでは何度も大規模な政治集会が行われた。特に社会主義者や共産主義者による政党集会が頻繁に開かれた。1921年8月、極右過激派の暴力に反対する集会が行われ、50万人の群衆が集まった。1922年6月、外務大臣のヴァルター・ラーテナウがコンスルに属する青年に暗殺されると25万人が集まった。1933年2月、ナチスの政権獲得に抗議する集会が20万人を集めたが、直後に政権に対する反対集会は開催が禁じられた。1934年にはルストガルテンは舗装され騎馬像も移転され殺風景な広場となり、アドルフ・ヒトラーによる大集会が何度も開催された。
1945年、ルストガルテンはベルリン空襲とベルリンの戦いで荒廃し、砲弾の穴だらけの荒地と化した。ドイツ民主共和国（東ドイツ）政府はヒトラーが残した舗装をそのまま利用したが、軍国主義色を薄めるために周囲にシナノキを植えた。広場は「マルクス＝エンゲルス広場」と改名され、取り壊されたベルリン王宮跡の空地とともに大パレードの舞台になった。
ドイツ再統一後の1991年、ルストガルテンを再び広場から公園に戻す運動が起こった。1997年、ベルリン市の上院はランドスケープ・アーキテクトのハンス・ロイドル（Hans Loidl）に対し、レンネの計画の精神を生かした公園設計を依頼し、1998年に着工された。ルストガルテンは再び芝生と噴水のあるベルリン市民の憩いの場になっている。